# Pinacotarsus dohrni
Pinacotarsus dohrni är en skalbaggsart som beskrevs av Edgar von Harold 1875. Pinacotarsus dohrni ingår i släktet Pinacotarsus och familjen bladhorningar. Inga underarter finns listade i Catalogue of Life.